# كيلي باكارد
كيلي باكارد (بالإنجليزية: Kelly Packard)‏ هي عارضة وممثلة أمريكية، ولدت في 29 يناير 1975 بغلينديل في الولايات المتحدة.

## أعمال

### مسلسلات
- خطوة بخطوة

## وصلات خارجية
- كيلي باكارد على موقع IMDb (الإنجليزية)
- كيلي باكارد على موقع ألو سيني (الفرنسية)
- كيلي باكارد على موقع ميوزك برينز (الإنجليزية)
- كيلي باكارد على موقع أول موفي (الإنجليزية)
- كيلي باكارد على موقع قاعدة بيانات الأفلام السويدية (السويدية)
- كيلي باكارد على موقع إن إن دي بي (الإنجليزية)
- كيلي باكارد على موقع ديسكوغز (الإنجليزية)
- كيلي باكارد على موقع قاعدة بيانات الفيلم (الإنجليزية)
- كيلي باكارد على موقع كينوبويسك (الروسية)